# Burni Gentingbako
Burni Gentingbako är ett berg i Indonesien.   Det ligger i provinsen Aceh, i den västra delen av landet, 1 600 km nordväst om huvudstaden Jakarta. Toppen på Burni Gentingbako är 837 meter över havet, eller 252 meter över den omgivande terrängen. Bredden vid basen är 0,85 km.
Terrängen runt Burni Gentingbako är kuperad åt nordost, men åt sydväst är den bergig.Runt Burni Gentingbako är det mycket glesbefolkat, med 4 invånare per kvadratkilometer. Omgivningarna runt Burni Gentingbako är en mosaik av jordbruksmark och naturlig växtlighet.